# Brandförsvarets grader i Sachsen-Anhalt
Brandförsvarets grader i Sachsen-Anhalt visar den hierarkiska ordningen vid brandkårerna i det tyska förbundslandet Sachsen-Anhalt.

## Yrkesbrandkårerna

### Brandmän
Brandmannaaspiranter genomgår en ettårig utbildning. För att antas som brandmannaaspirant krävs genomgången grundskola och genomförd lärlingsutbildning inom yrkesområde som är av betydelse för brandväsendet.

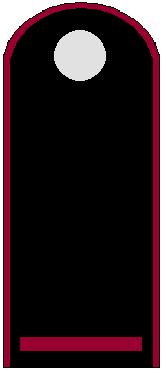
Brandmeister-Anwärter brandmannaaspirant
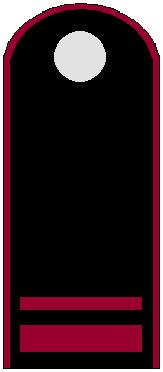
Brandmeister brandman
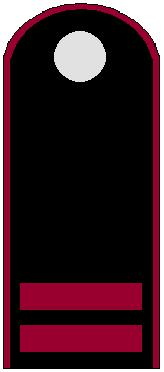
Oberbrandmeister förste brandman
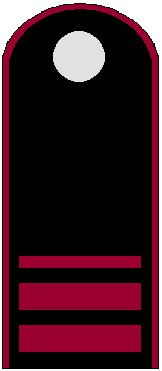
Hauptbrandmeister brandförman
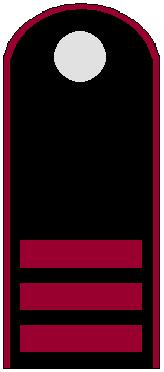
Hauptbrandmeister mit Zulage brandförman med lönetillägg

### Brandmästare
Brandmästaraspiranter genomgår en tvåårig verksamhetsförlagd utbildning. För att antas som brandmästaraspirant krävs examen motsvarande högskoleingenjör.

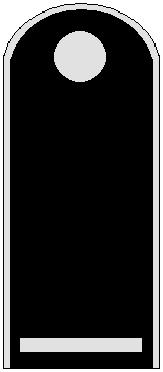
Brandinspektor-Anwärter brandmästaraspirant
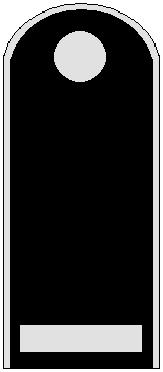
Brandinspektor brandmästare
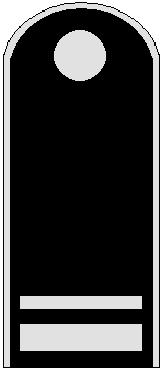
Brandoberinspektor förste brandmästare
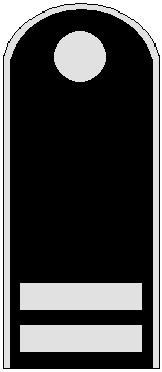
Brandamtmann överbrandmästare
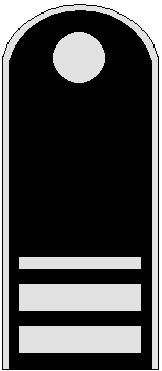
Brandamtsrat brandinspektör
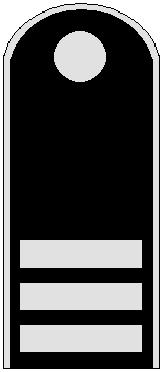
Brandoberamtsrat förste brandinspektör

### Brandingenjörer och brandchefer
Brandingenjörsaspiranter genomgår en tvåårig utbildning. För att antas som brandingenjörsaspirant krävs examen motsvarande civilingenjör.

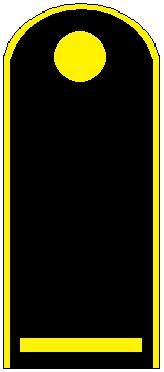
Brandreferendar brandingenjörsaspirant
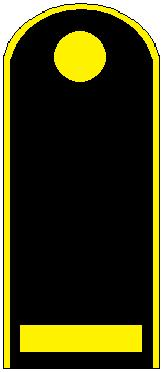
Brandrat brandingenjör
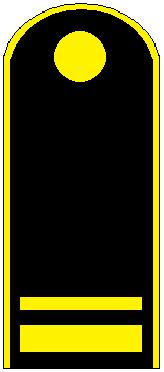
Brandoberrat förste brandingenjör
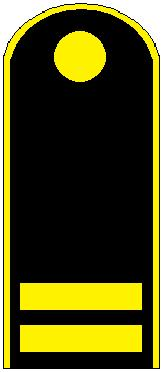
Branddirektor branddirektör
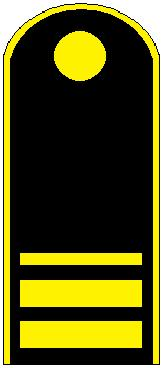
Leitender Branddirektor brandöverdirektör
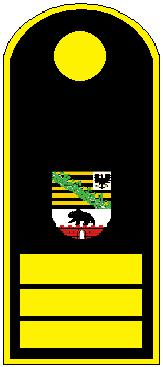
Landesbranddirektor delstatsbrandchef (generaldirektör)

## Frivilliga brandkårerna
| Grad                                                | Funktion |
| --------------------------------------------------- | --- |
| Feuerwehrmannanwärter                               | Brandman under grundutbildning |
| Feuerwehrmannan                                     | Brandman efter avslutad grundutbildning del 1 (samt minst ett års tjänstgöring)                                                      |
| Oberfeuerwehrmannan                                 | Brandman efter avslutad grundutbildning del 2 (samt minst tre års tjänstgöring)                                                      |
| Hauptfeuerwehrmannan                                | Omgångsledare, skyddsansvarig, fordonsförare, ungdomsledare                                                                          |
| Löschmeister                                        | Styrkeledare, materielansvarig, ungdomsledare                                                                                        |
| Oberlöschmeister                                    | Styrkeledare med vidareutbildning |
| Hauptlöschmeister                                   | Insatsledare eller chef för en frivillig brandkår med grundutrustning                                                                |
| Brandmeister                                        | Insatsledare med vidareutbildning eller chef för en frivillig brandkår med grundutrustning samt ansvar för förebyggande brandförsvar |
| Oberbrandmeister                                    | Insatschef eller chef för en frivillig brandkår med stödpunktsutrustning                                                             |
| Hauptbrandmeister                                   | Chef för en frivillig brandkår med tyngdpunktsutrustning                                                                             |
| Stellvertretende Abschnittsleiter                   | Insatschef |
| Abschnittsleiter Stellvertretende Kreisbrandmeister | Insatschef Ställföreträdande chef för brandförsvaret i en krets                                                                      |
| Kreisbrandmeister                                   | Chef för brandförsvaret i en krets                                                                                                   |
| Bezirksbrandmeister                                 | Länsbrandchef |
| Källa                                               | [ 4 ] |